# Caso Caroline
Il caso Caroline indica una serie di eventi avvenuti nel 1837 in Canada, allora dominio britannico, che rese tesi i rapporti tra Gran Bretagna e Stati Uniti d'America.

## I fatti
Nel 1837, durante l'insurrezione del Canada contro la Gran Bretagna, un gruppo di cittadini statunitensi aiutò i ribelli canadesi, occupando insieme ad alcuni di questi un'isola disabitata nel fiume Niagara, in territorio canadese, e utilizzando una nave statunitense, denominata Caroline, per trasportare viveri ed armi dalla riva statunitense del Niagara all'isola.

Nella notte del 29 dicembre 1837 un gruppo di soldati britannici penetrò in territorio statunitense e distrusse la nave Caroline, ancorata presso la riva del fiume negli Stati Uniti. Negli scontri rimasero uccisi due cittadini statunitensi che si trovavano a bordo della nave. Alle rimostranze del governo degli Stati Uniti l'ambasciatore britannico addusse come giustificazione principale dell'attacco la "necessità di autodifesa e di autoconservazione".
Gli Stati Uniti non accettarono questa giustificazione, ma la controversia avrebbe finito probabilmente con l'estinguersi, se il 12 novembre 1840 non fosse stato arrestato a New York un cittadino britannico, Alexander McLeod, con l'imputazione di omicidio e incendio, proprio in relazione alla distruzione della Caroline. Il governo britannico, infatti, inviò attraverso il suo ambasciatore a Washington una protesta al segretario di Stato degli Stati Uniti, chiedendo il rilascio di McLeod perché, secondo il governo britannico, la distruzione della Caroline costituiva "un atto pubblico di persone al servizio di Sua Maestà, eseguendo ordini dei loro superiori".
Ovviamente nel corso dello scambio di lettere relative all'arresto di McLeod vennero di nuovo ripetute le posizioni dei due governi rispetto alla distruzione della Caroline. Fu a questo punto che il segretario di Stato Daniel Webster precisò, con parole rimaste famose, i limiti in cui era giustificato l'uso della forza in legittima difesa, affermando che il governo britannico avrebbe dovuto dimostrare "una necessità di autodifesa immediata, imponente e che non lasciava scelta di mezzi e tempo per esaminare soluzioni" ("necessity of self-defence instant, overwhelming, leaving no choice on means and no moment for deliberation").
Proprio i limiti ricavabili dalla dichiarazione resa dal segretario di Stato Webster costituiscono oggi quei tratti tipizzanti l'uso della forza in legittima difesa, consolidatisi nel diritto internazionale generale attraverso una prassi costante dei membri della comunità internazionale.